# Хаддингтон
Ха́ддингтон (англ. Haddington, гэльск. Baile Adainn, скотс Haidintoun) — город на востоке Шотландии. Административный центр округа Ист-Лотиан. Расположен в 30 км к востоку от Эдинбурга и в 10 км к югу от залива Ферт-оф-Форт.

## История
В Средние века Хаддингтон являлся четвёртым по величине городом Шотландии, после Абердина, Роксбурга и Эдинбурга.
Во время правления Давида I (1124-1153), город одним из первых получил статус burghal, что дало ему торговые права, способствовавшие его росту в рыночный город.
После присоединения Шотландии к Англии, значимость города со временем начала падать.

## Города-побратимы
- Обиньи-сюр-Нер (Франция) — с 1965 года[3].